# Lacanobia blenna
Espèce
Lacanobia blenna, la Noctuelle sablonneuse, est une espèce de papillon de nuit de la famille des Noctuidae et du genre Lacanobia.

## Biologie
La chenille se nourrit de différentes plantes halophiles, principalement de la Soude ligneuse, mais également de la Soude brûlée, de la Bette maritime, de plantes du genre Atriplex, etc. Elle vit uniquement dans la limite supérieure des marées, occupant les prés et steppes salées, les sansouïres.

## Répartition
Côtes de l'Atlantique et de la Méditerranée, jusqu'au Turkménistan vers l'est. Elle est présente en Corse. C'est une espèce localisée.

## Classification
Le nom valide complet (avec auteur) de ce taxon est Lacanobia blenna Hübner.
L'espèce a été initialement classée dans le genre Noctua sous le protonyme Noctua blenna Hübner, 1824.
Ce taxon porte en français le nom vernaculaire ou normalisé suivant : Noctuelle sablonneuse.
Lacanobia blenna a pour synonymes :
- Hadena peregrina Treitschke, 1825
- Lacanobia peregrina (Treitschke, 1825)
- Mamestra peregrina (Treitschke, 1825)
- Noctua blenna Hübner, 1824
- Noctua salsolae Rambur, 1829